# جامعة سراييفو الدولية
جامعة سراييفو الدولية (بالبوسنوية: Međunarodni univerzitet u Sarajevu)‏ هي جامعة بوسنية خاصة تقع في العاصمة سراييفو تأسست عام 2004 وبدأت الدراسة في العام الدراسي 2004-2005. 

عندما تأسست جامعة سراييفو الدولية كان لديها 14 موظفاً و68 طالباً، والجامعة الآن تشغل حوالي 200 موظفاً بدوام كامل ضمن الطاقم الإداري والأكاديمي. ثمرت الجهد في فكرة الجامعة وما سبق من الأعمال تحقق من خلال حرم جامعي مفتوح وواسع وذي مغزى وبناء المرافق والمباني الجامعية المعاصرة وسكنين مريحين للطلاب ومركز بحوث حديث ومكتبة. بالإضافة لذلك فإن عملية تطوير مرافق الجامعة بما في ذلك فرص العمل وتنمية مجتمع البوسنة والهرسك عملية مستمرة.

جامعة سراييفو الدولية هي عضو مشارك في رابطة الجامعات الأوروبية (EUA)؛ وعضو كامل العضوية في الاتحاد الدولي للجامعات (IAU).

## الكليات والمراكز

### الكليات
1. كلية الفنون والعلوم الإدارية
  1. الفنون وتصميم التواصل البصري
  2. العلوم الاجتماعية والسياسية
  3. علم النفس
  4. الدراسات الثقافية
  5. اللغة الإنجليزية وآدابها
2. كلية الإدارة والأعمال
  1. العلوم الإدارية والمصرفية الدولية
  2. الاقتصاد
  3. الإدارة ودراسات القيادة
  4. العلاقات العامة والعلاقات الدولية
3. كلية الهندسة والعلوم الطبيعية
  1. علم الأحياء والهندسة الحيوية
  2. هندسة وعلوم الحاسوب
  3. الهندسة الصناعية
  4. الهندسة الميكانيكية
  5. الهندسة المعمارية

### المراكز
1. مركز البحوث والتطوير
2. مركز التعليم المستمر
3. مركز القيادة وريادة الأعمال
4. مركز دراسات البلقان

## وصلات خارجية
- الموقع الرسمي لجامعة سراييفو الدولية